# 久木野村 (熊本県葦北郡)
久木野村（くぎのむら）は熊本県南部、葦北郡に属していた村。現在の水俣市の東部、久木野川上流域にあたる。

## 地理
- 山：城山、大関山、国見山
- 高原：亀嶺高原
- 河川：久木野川

## 歴史
- 1889年（明治22年）4月1日 - 町村制の施行により、久木野村、古里村、大川村、越小場村の区域を以って葦北郡久木野村が発足。
- 1956年（昭和31年）9月1日 - 水俣市に編入。同日久木野村廃止。

## 出身者
- 吉井正澄（水俣市長）